# Ère Kanna
L'ère Kanna (寛和) est une des ères du Japon (年号, nengō, lit. « nom de l'année ») après l'ère Eikan et avant l'ère Eien. Cette ère couvre la période allant du mois d'avril 985 jusqu'au mois d'avril 987. Les empereurs régnants sont Kazan-tennō (花山天皇) et Ichijō-tennō (一条天皇).

## Changement d'ère
- 24 janvier 985 Kanna gannen (寛和元年?) : Le nom de la nouvelle ère est créé pour marquer un événement ou une série d'événements. L'ère précédente se termine là où commence la nouvelle, en Eikan 3, le 27e jour du 4e mois de 985[3].

## Événements de l'ère Kanna
- 986 (Kanna 2, 6e mois) : Kazan abdique et prend pour résidence le temple Gangyō-ji où il se fait moine bouddhiste sous le nom religieux de Nyūkaku[3].
- 23 août 986 (Kanna 2, 16e jour du 7e mois) : Iyasada-shinnō est désigné héritier et prince héréditaire à l'âge de 11 ans[3]. Cela en accord avec la convention qui veut que deux lignées impériales accèdent alternativement au trône, bien que l'empereur Ichijō soit en fait le cadet d'Iyasada. Il acquiert ainsi le surnom Sakasa-no moke-no kimi (l'héritier impérial à rebours). Quand l'empereur Kanzan abandonne le monde pour les ordres, ce petit-fils de Kaneie accède au trône sous le nom d'empereur Ichijō[4].

| Kanna     | 1re | 2e  | 3e  |
| Grégorien | 985 | 986 | 987 |